# A Kid Named Cudi
Az A Kid Named Cudi Kid Cudi, amerikai rapper debütáló mixtape-je, amelyet a 10.Deep és a Fool’s Gold Records adott ki 2008. július 17-én. Ez volt Cudi első hivatalos munkája. A producerek Plain Pat és Emile voltak. A mixtape felkeltette Kanye West érdeklődését, aki ennek következtében leszerződtette Cudit a GOOD Music kiadójához. Az albumon szerepel a Day ’n’ Nite, amely Cudi első kislemeze volt és a US Billboard Hot 100-on harmadik helyet ért el.
2022. július 15-én újra kiadták a mixtape-et, ezúttal streaming platformokon.

## Fogadtatása
- Rapreviews: „Már tudjuk Lil Waynenek és Kanye Westnek köszönhetően, hogy a közönség el tudja fogadni a földönkívülit, ha az szórakoztató. Szerencsére Cudinak ezzel nincs problémája és kérdés nélkül fejlődni fog ez után az eszméletlen debütálása után”[2]
- Pinpoint Music: „A Kid Named Cudi  több típust kever. Egy Mims-féle This Is Why I’m Hot alaptól elkezdve a Day ’n’ Nite-on, a lassabb Man on the Moon és 50 Ways to Make a Record valami olyasmire fog emlékeztetni, mint a Gym Clas Heroes. Ezután vannak erőteljesebb dalok, mint a T.G.I.F. és a Cleveland Is the Reason erősen zárja a mixtape-et, egyértelmű befolyással Mr. Westtől.”[3]
- Teen Ink: „A munkája megváltoztatta a személyes véleményem a rap zenén. Bárki, aki azt hiszi, hogy a rap hülyeség, csak hallgassatok meg néhány Kid Cudi-számot, és remélhetőleg megváltozik majd a véleményetek.”[4]
- Egy 2013-as The BoomBox cikkben a következőt olvashatjuk: „A Kid Named Cudin Cudi rappel és feldolgoz előadókat, mint a Gnarls Barkley, Paul Simon, a Band of Horses, J Dilla, Nosaj Thing, N.E.R.D. és az Outkast. Keverte az indie rockot, electronicát és dubstepet probléma nélkül a hiphoppal.”[5]

## Számlista
|     | Cím                                | Producer(ek)      | Hossz |
| --- | ---------------------------------- | ----------------- | ----- |
| 1.  | Intro                              | Plain Pat & Emile | 0:50  |
| 2.  | Down & Out                         | Outkast           | 4:09  |
| 3.  | Is There Any Love? (Wale-lel)      | Emile Haynie      | 3:31  |
| 4.  | CuDi Get                           | J Dilla           | 2:20  |
| 5.  | Man on the Moon (The Anthem)       | Nosaj Thing       | 3:27  |
| 6.  | The Prayer                         | Plain Pat         | 3:39  |
| 7.  | Day ’n’ Nite                       | Dot da Genius     | 3:41  |
| 8.  | Embrace the Martian                | Crookers          | 3:26  |
| 9.  | Maui Wowie                         | Grind Mode        | 2:24  |
| 10. | 50 Ways to Make a Record           | Plain Pat & Emile | 2:55  |
| 11. | Whenever                           | André 3000        | 2:04  |
| 12. | Pillow Talk                        | Bernard Jackson   | 3:24  |
| 13. | Save My Soul (The CuDi Confession) | Danger Mouse      | 2:03  |
| 14. | T.G.I.F. (Chip Tha Ripperrel)      | The Kickdrums     | 2:23  |
| 15. | CuDi Spazzin'                      | The Neptunes      | 3:06  |
| 16. | Cleveland Is the Reason            | Dot da Genius     | 3:46  |
| 17. | Heaven at Nite                     | Ratatat           | 3:17  |

### Feldolgozott számok
- Down & Out: Chonkyfire, eredetileg: Outkast.
- Is There Any Love?: Dear God, eredetileg: Monsters of Folk.
- Cudi Get: Wild, eredetileg: J Dilla.
- Man on the Moon (The Anthem): Aquarium, eredetileg: Nosaj Thing.
- The Prayer: The Funeral, eredetileg: Band of Horses.
- Maui Wowie: I’m So High, eredetileg: Grind Mode.
- 50 Ways to Make a Record: 50 Ways to Leave Your Lover, eredetileg: Paul Simon.
- Whenever: Pink & Blue, eredetileg: Outkast.
- Pillow Talk: Happy, eredetileg: Surface.
- Save My Soul (The Cudi Confession): Who’s Gonna Save My Soul Tonight, eredetileg: Gnarls Barkley.
- Cudi Spazzin’: Spaz, eredetileg: N.E.R.D.
- Heaven at Nite: Tacobel Canon, eredetileg: Ratatat.

## Előadók
- Kid Cudi – vokál, design, rendező, executive producer[6]
- Chip tha Ripper – együttműködő előadó
- Crookers – producer
- Dot da Genius – hangmérnök, keverés, producer
- Emile Haynie – hangmérnök, executive producer, billentyűk, producer, szintetizátor
- The Kickdrums – producer
- Patrick Reynolds – executive producer
- Wale – együttműködő előadó